# چیشمی
چیشمی (انگلیسی: Chishmy) یک شهر در شهرستان چیشمینسکی استان باشقیرستان کشور روسیه است.